# 松島栄美子

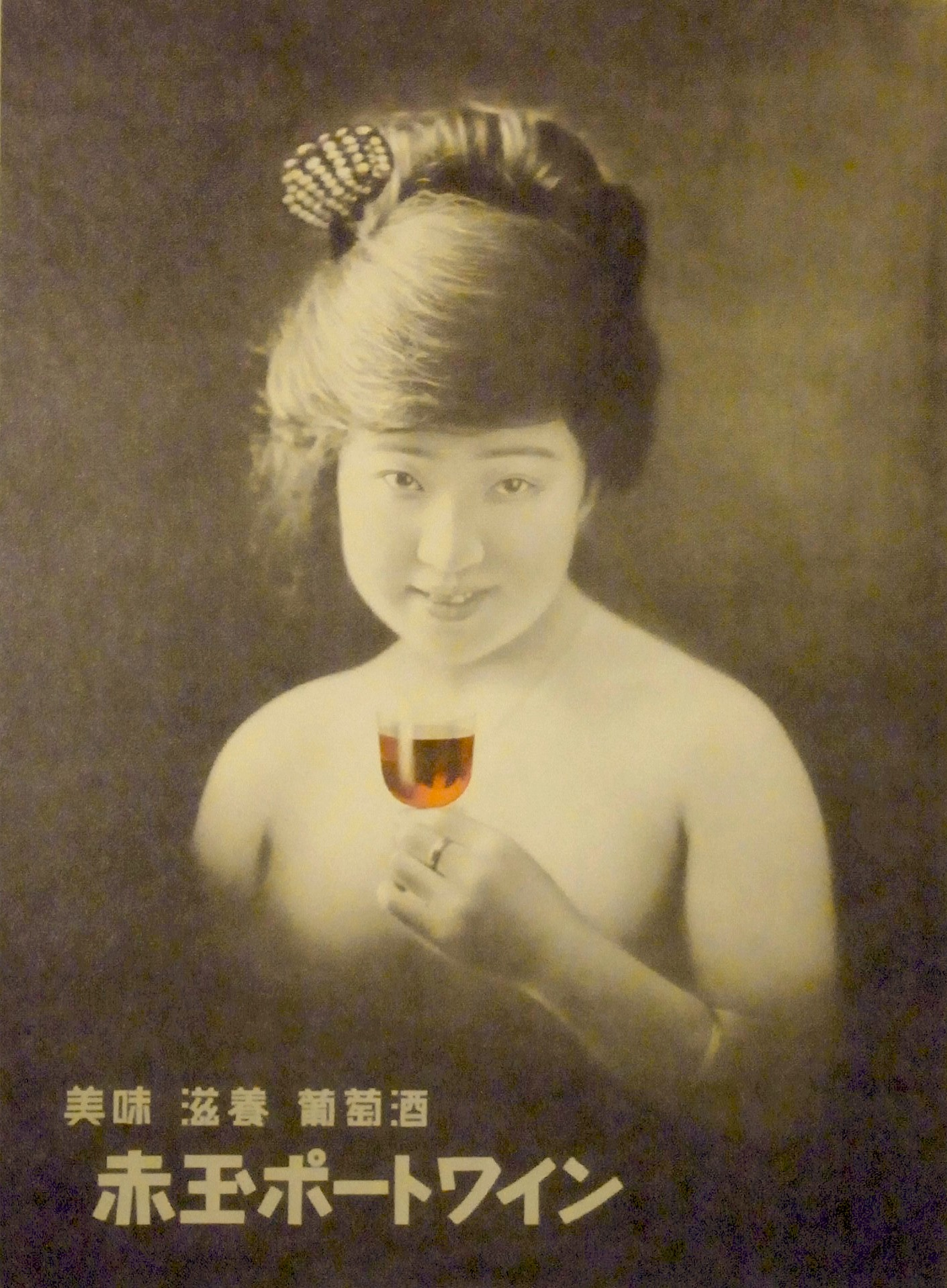
1922年（大正11年）撮影の赤玉ポートワインのポスター。上半身裸のモデルを務めているのが松島栄美子

松島 栄美子（まつしま えみこ　1892年5月21日 - 1983年4月7日）は、日本の歌劇女優。
本名は、木内 清子（きうち きよこ）。結婚後に、飛島姓となった。
日本で初のヌードポスターモデルとされている人物である。

## 人物
東京府東京市（現・東京都）出身。出生名は木内清子。学生時代は日本の租借地であった大連（現・中華人民共和国遼寧省大連市）で過ごし、当時存在した大連高等女学院を卒業している。
1913年（大正2年）春、21歳のときに飛島常矩（とびしま つねのり、当時23歳）と結婚。また同時期に女学院時代の友人から浅草の新派が女優を募集していると応募を勧められ、両親からは反対されたが、夫常矩は芝居関係の仕事をしていたことから賛成する。
新派俳優・桂寿郎に弟子入りし、1913年（大正2年）に新劇の女優として常磐座で初舞台を踏む。その後は浅草オペラで名をはせた根岸大歌劇団に入団したり、あちこちの劇場を転々と活動する。
一方で明治時代後期、寿屋（現在のサントリーホールディングス。ワイン事業はサントリーワインインターナショナルが担当）が、日本で初の国産高級ワイン「赤玉ポートワイン」を発売し、そのキャンペーンキャラバン的な役割として歌手や踊り子を抜擢して「赤玉楽劇座」なる劇団が結成された。同劇団は寿屋と取引のある酒店の店主らを招待して、各地の公会堂で巡業公演を行っていた。松島は一時この劇団のプリマドンナ（歌姫）としても活動していた。
その松島が1922年、大阪市の写真スタジオ（川口写真館）にて、広報用ポスターの写真撮影に迎え入れられた。当初は着物姿で撮影したが、のちに肌着、更には上半身を裸にして肌を露出するという形で1ポーズにつき50-60枚の写真を約6日間（松島本人は「まる2日もかかって撮影した」と語っている）にわたって撮影された。撮影にあたって、当時はヌードモデル料という概念もなく無料だった。モノクロ印刷の中でワインの赤色だけが浮かび上がる印刷技術開発に時間を要し、撮影から1年後、上半身裸の上で、グラスに注いだ赤玉ポートワインを胸に当てるポスターが完成し赤玉の売り上げアップに貢献。それにより鳥井信治郎社長が謝礼として１カラットのダイヤの指輪を贈ったとのこと。ドイツでのポスターの品評会コンクールでも1等（最優秀）に選ばれた。しかし「赤玉楽劇座」はその直後に解散してしまった。この上半身露出のポスターは「若い娘がやることではない」として、家族や親戚から非難を受け、親からは勘当されたという（なおポスター撮影当時松島は30歳である）。また警察当局からもクレームがつき、取り調べを受けたこともある。
ポスターにより世間で松島がたいへんな人気を博した当時、芸能活動をするにあたって既婚者であることを伏せていたが、とある新聞が「松島栄美子には夫がいる」と記事に書き立てたことから人気の凋落につながり、また関東大震災をさかいに浅草オペラが衰退を始めたこともあり、芸能活動の第一線から退くことになる。
産経West【大阪調査隊】2014年5月12日記事は「オペラ団が解散した後、東京に戻り、戦前にＮＨＫ職員と結婚したという」と記す。
『別冊女性自身 皇室特集号 天皇から紀宮まで激動の70年』記事では異なる情報が記されている。夫飛島常矩は、1927年（昭和2年）東京中央放送局（現・NHK放送センター）の文芸部に入社、終戦直前の1944年（昭和19年）まで勤務する。松島は子育てをしながら舞台に立ち、戦時中は軍隊の慰問活動にも出向くが、戦争が激しさを増した1945年（昭和20年）初めに信州へ疎開。3月に一時東京に戻るが3月10日東京大空襲により、所有していたポスターや写真や演劇関係の資料ともども家財を焼失する。
戦後、寿屋が社の歴史を示す美術館を立ち上げるために、松島栄美子赤玉ポスターを捜索して九州の酒屋で完全なものを1枚入手する。それは後にサントリー美術館に収蔵され、あるデパートで“明治・大正・昭和展”を開催した折に出展したところ、会場に来た松島の息子が「これは私の母ですよ」と係員に話し、そこからサントリーと松島栄美子のつながりが復活、サントリーから赤玉ポート・ワインが自宅に送られるようになったとのこと。
ポスターを手にする晩年の姿が、（読売新聞社でカメラマンだった）松島の甥の川島徹の妻のブログによって公開された 。甥が撮影したその写真は、松島が亡くなる直前の1983年春頃。同年4月、「気分が悪い」と手洗いから出てきたところを息子の膝にもたれかかり、そのまま息を引き取ったという。享年90。

## 本人インタビュー記録
- 以下は全て『別冊女性自身 皇室特集号 天皇から紀宮まで激動の70年』昭和46年5月1日発行 pp.104-106「大正時代のなつかしき花の青春」からの引用である。

1913年（大正2年）飛島常矩との結婚、また女優となったきっかけ：
「そのまま、ズーッといけばただの奥さまだったのよ。ところが、女学校時代の友だちが浅草にいて、“新派で女優さんを募集しているわよ。はいってみなさいよ”とすすめるんです。ええ、両親は大反対。でも、夫が芝居に関係した人でしたから、まあどうにか説得して‥‥」
赤玉ポートワイン（セミ）ヌードポスターのモデルとなった経緯：
「それでね、“寿屋”の本社がある大阪で公演しましたとき、初代社長の鳥居信治郎（注：原文ママ）さんがみえましてねえ。とつぜん“ポスターを作りたいんや。モデルになってくれ”とおっしゃるんですよ。“はい”ということで、たしか大阪の川口写真館というところで、まる２日もかかって撮影したのが、ええ、この写真なんですよ‥‥」
（セミ）ヌードポスター撮影時の感想：

「いいえ、舞台でも胸のあいた衣装を着ていましたから、はずかしいとは思いませんでしたよ。
　それより、私みたいなものをモデルにして、うまい写真がとれるかと、そればかりが心配で‥‥」
ポスター撮影から１年経ての公開当時の感想：
「私はね、やっぱりモデルがだめだったので、ポスターにはならないんだろうと、しまいにはあきらめていたんですよ。それが、やっと１年目に町中に貼り出されて、うわァうれしい‥‥と思ったら、関東大震災でしょ？」
結婚と芸能活動について：
「ところが、どこかの新聞が“松島栄美子には夫がいる”と書いたんですよ。いいえ、私は人妻であることを、いつでも公表するつもりだったんです。でもねえ、マネージャーが反対するんで、それで隠しておいたんですけど、これが逆目に出ちまって、人気はガタ落ち。‥‥そうねえ、いまも昔も、芸能人とマスコミの関係は、よく似てますよ」
NHKの前身・東京放送局について：
「それから、ずいぶん、いろいろなことがありましたよ。そうそう、東京・芝の愛宕山に放送局ができて、“ＪＯＡＫ、こちらは東京放送局でございます”なんていうのをレシーバーを耳にあてて聞いたのは、大正も終わりごろでした。はい、大正14年でしたかね‥‥」
東京の空襲について：
「なにしろ、あなた、家が本郷にあって、あの後楽園の野球場の近くでしょう。後楽園には高射砲の陣地があって、アメリカの飛行機がくれば、ドカン、ドカンと撃つんですもの、敵だってあなた、焼夷弾をバラまきますよ。それで、ボーッと燃えちまって、すっからかん‥‥」
戦後、赤玉ポスターの思い出話を知り合いの新聞記者に語り、それが記事にされた後のこと：
「そうしたら、佐世保の床屋さん、理髪店っていうんですか、その人から手紙がきましてね。“あのポスターは、自分の娘のように大切にして、額に入れて飾ってある”というんでしょう。もう、もう私、うれしくってねえ」
戦争と、鳥井社長から送られたダイヤの指輪について：
「それにしても、戦争はいけませんよ。いまの天皇さまもご苦労なさったし‥‥それに第一、私が鳥居（注：原文ママ）社長さんからいただいた、ダイヤの指輪。あれだって、戦争中に政府へ供出しなければ、非国民だからひどい目にあわされるっていわれて、惜しくてたまらなかったのに、供出しちゃったんですもの。いま思っても、残念で、残念で‥‥」